# Phyllanthus oppositifolius
Phyllanthus oppositifolius är en emblikaväxtart som beskrevs av Henri Ernest Baillon och Johannes Müller Argoviensis. Phyllanthus oppositifolius ingår i släktet Phyllanthus och familjen emblikaväxter.
Artens utbredningsområde är Mauritius. Inga underarter finns listade i Catalogue of Life.